# Економски споразум (1994)
Економски споразум (хрв. Gospodarski sporazum) споразум је између Републике Хрватске и Републике Српске Крајине потписан 2. децембра 1994. године.

## Разлози
У складу са споразумом о нормализацији економских односа, требало је обновити и пустити у погон већи број водоводних система у Далмацији, Лици, Банији и западној Славонији. Такође, требало је оспособити већи број високонапонских далековода између територија Хрватске и Српске Крајине. Обје стране су требала заједнички градити нову трафо-станицу у Ернестинову код Осијека. Хрватска је Српској Крајини требала испоручити полове хидроелектране код Обровца, који су били на поправци у загребачкој фабрици „Кончар”, а у вријеме склапања налазили су се у Ријеци. Полови су требали да врате у хидроелектрану Обровац чим копредсједавајући Међународне конференције о бившој Југославији прогласе да је аутопут Загреб—Београд отворен и да се користи у складу са споразумом. Дио аутопута који је пролазио кроз дио западне и источне Славоније био под српском контролом. Унпрофор је надгледао Заштићена подручја „Запад” и „Исток”, ради осигуравања саобраћаја, у чему му је требала помоћи и српска милиција. Споразумом је договорено и отварање Јадранског нафтовода, прво кроз Заштићено подручје „Сјевер”.

## Спровођење
Први корак у спровођењу споразума био је отварање аутопута кроз дио западне Славоније под српском контролом 21. децембра 1994. године. Трајало је и основање милицијске станице у Окучанима, која је требала бити надлежна за контролу саобраћаја на дијелу аутопута под српском контролом. Влада Српске Крајине је на сједници 21. и 22. фебруара 1995. закључила да је „Штаб за отварање аутопута” испуно постављене задатке. Почетком 1995. српска страна примила је полове хидроелектране Обровац, а истовремено је радила на поправци и отварању дијела Јадранског нафтовода Омишаљ (острво Крк) — Рафинерија Сисак, на дијелу који је пролазио кроз Српску Крајину. У Сисак је из Омишља крајем јануара 1995. стигла нафта. Индустрија нафте је из Рафинерије Сисак преко Уједињених нација испоручила српској страни одређене количине горива, док се на српској страни радило на отварању далековода. Почетком фебруара хрватски и српски представници обишли су дијелове пруге Загреб—Београд у западној Славонији под српском контролом, у склопу припрема за њено пуштање у саобраћај најављено за април. Спроведени су и први радови на деминирању пруге.